# Dalibor Foretić
Dalibor Foretić (Šibenik, 1943. – Zagreb, 1. studenoga 2001.), bio je hrvatski novinar i kazališni kritičar. Kad je umro bio je doajen hrvatske kazališne kritike, a u trima desetljećima svog djelovanje ga se smatralo "najvećom živućom enciklopedijom hrvatskog kazališta".

## Životopis
Rodio se je u 1943. godine u Šibeniku. Novinarskim se radom počeo se baviti 1964. godine. Prva novinarska kuća za koju je radio bio je zagrebački Vjesnik. Ondje je radio kao dopisnik, izvjestitelj, pisao je o vanjskoj politici. Značajan je za kulturnu rubriku, gdje je pisao kulturne i kojoj je bio urednikom. Poslije Vjesnika, radio je u Danasu, Novom Danasu i u riječkom Novom listu. 
Bio je prvim izbornikom Hrvatskog festivala malih scena koji je pokrenut 1994. godine.
Dobio je nekoliko nagrada. 1999. godine je dobio nagradu Petar Brečić za kritičarske tekstove, osvrte i studije objavljene 1998. i 1999., a 2000. godine je dobio novinarsku nagradu za životno djelo nagradu Otokar Keršovani, koju nije za života dospio primiti. 